# Beth Qatraye
Il Beth Qatraye (o Bēṯ Qaṭrāyē) è una regione storica, indicata nelle fonti siriache, che abbracciava la parte orientale della penisola arabica, comprensiva delle isole del golfo Persico, ed era limitata a sud dal Beth Mazunaye, corrisponde all'Oman e alla parte orientale degli Emirati Arabi Uniti, e a nord dal Maishan nel basso corso dei fiumi Tigri ed Eufrate.
Dal V al VII secolo, il Beth Qatraye fu evangelizzato da missionari della Chiesa d'Oriente, che istituirono diverse comunità cristiane. A metà del VII secolo sono documentate quelle di Dayrîn, Mâšmâhîg, Talûn, Hatta e Hagar. Queste comunità scomparvero con l'avvento dell'islam dopo il VII secolo.
Furono originari del Beth Qatraye alcuni scrittori ecclesiastici della Chiesa d'Oriente, tra cui si ricordano Isacco di Ninive, Dadisho Qatraya, Gabriel Qaṭraya, Gabriel Arya e Aḥob Qaṭraya.